# 微毛柃
微毛柃（学名：Eurya hebeclados）为山茶科柃木属下的一个种。

## 扩展阅读
維基物種上的相關：微毛柃